# Giacomo Rampini
Giacomo Rampini (Pàdua, 1680 - 27 de maig de 1760) fou un compositor italià.
Fou mestre de capella de la catedral de la seva vila natal, i va compondre moltes obres religioses que deixà manuscrites.
A més, donà al teatre les òperes:
- Armida (1711);
- La gloria trionfante d'amore (1712);
- Ercole sul Termodonte (1715);
- Il trionfo della costanza (1717).

Aquestes òperes foren representades a Venècia.